# Малокаиркуль
Малокаиркуль — исчезнувшая деревня в Большереченском районе Омской области России. Входила в состав Шипицынского сельского поселения. Упразднена в 2008 г.

## География
Располагалась у озера Малый Каиркуль, в 4 км к северо-западу от села Шипицино.

## История
Основана в 1891 г. В 1928 году состояла из 69 хозяйств, основное население — русские. В административном отношении входила в состав Кирсановского сельсовета Большереченского района Тарского округа Сибирского края.

## Население
| 1926 | 2002 |
| ---- | ---- |
| 387  | ↘10  |

Национальный состав
В 1928 году основное население — русские.
Согласно результатам переписи 2002 года, в национальной структуре населения: русские составляли 100 % от общей численности населения.